# Culicoides denticulatus
Culicoides denticulatus är en tvåvingeart som beskrevs av Wirth och Hubert 1962. Culicoides denticulatus ingår i släktet Culicoides och familjen svidknott. Inga underarter finns listade i Catalogue of Life.